# Lliga lituana de futbol
La lliga lituana de futbol, o A lyga, és la màxima competició futbolística del país.
És organitzada per la NFKA (Nacionalinė futbolo klubų asociacija, la federació lituana de futbol) i és membre de la UEFA.

## Historial
Font:

### Campions com a nació independent
- 1922:  LFLS Kaunas (1)
- 1923:  LFLS Kaunas (2)
- 1924:  Kovas Kaunas (1)
- 1925:  Kovas Kaunas (2)
- 1926:  Kovas Kaunas (3)
- 1927:  LFLS Kaunas (3)
- 1928:  KSS Klaipėda (1)
- 1929:  KSS Klaipėda (2)
- 1930:  KSS Klaipėda (3)
- 1931:  KSS Klaipėda (4)
- 1932:  LFLS Kaunas (4)
- 1933:  Kovas Kaunas (4)
- 1934:  MSK Kaunas (1)
- 1935:  Kovas Kaunas (5)
- 1936:  Kovas Kaunas (6)
- 1937:  KSS Klaipėda (5)
- 1937-38:  KSS Klaipėda (6)
- 1938-39:  LGSF Kaunas (1)
- 1939-40: abandonat[a]
- 1941: abandonat[b]
- 1942:  LFLS Kaunas (5)
- 1942-43:  Tauras Kaunas (1)
- 1943-44: abandonat[a]

### Campions durant l'època soviètica
- 1945:  Spartakas Kaunas (1)
- 1946:  Dinamo Kaunas (1)
- 1947:  Lokomotyvas Kaunas (1)
- 1948:  Elnias Šiauliai (1)
- 1949:  Elnias Šiauliai (2)
- 1950:  Inkaras Kaunas (1)
- 1951:  Inkaras Kaunas (2)
- 1952:  KN Vilnius (1)[c]
- 1953:  Elnias Šiauliai (3)
- 1954:  Inkaras Kaunas (3)
- 1955:  Lima Kaunas (1)
- 1956:  Linu Audiniai Plungé (1)
- 1957:  Elnias Šiauliai (4)
- 1958:  Elnias Šiauliai (5)
- 1958-59:  Raudonoji Žvaigždė V. (2)[c]
- 1959-60:  Elnias Šiauliai (6)
- 1960-61:  Elnias Šiauliai (7)
- 1961-62:  Atletas Kaunas (1)
- 1962-63:  Statyba Panevėžys (1)
- 1964:  Inkaras Kaunas (4)
- 1965:  Inkaras Kaunas (5)
- 1966:  FK Nevėžis (1)
- 1967:  Saljutas Vilnius (3)[c]
- 1968:  Statyba Panevėžys (2)
- 1969:  Statybininkas Šiauliai (1)[d]
- 1970:  Atletas Kaunas (2)
- 1971:  Pažanga Vilnius (4)[c]
- 1972:  FK Nevėžis (2)
- 1973:  FK Nevėžis (3)
- 1974:  Tauras Šiauliai (1)
- 1975:  Dainava Alytus (1)
- 1976:  Atmosfera Mažeikiai (1)[e]
- 1977:  Statybininkas Šiauliai (2)[d]
- 1978:  Granitas Klaipėda (1)
- 1979:  Atmosfera Mažeikiai (2)[e]
- 1980:  Granitas Klaipėda (2)
- 1981:  Granitas Klaipėda (3)
- 1982:  Pažanga Vilnius (5)[c]
- 1983:  Pažanga Vilnius (6)[c]
- 1984:  Granitas Klaipėda (4)
- 1985:  Ekranas Panevėžys (1)
- 1986:  Banga Kaunas (1)[f]
- 1987:  FK Tauras Tauragė (1)
- 1988:  SRT Vilnius (1)
- 1989:  Banga Kaunas (2)[f]

### Campions com a nació independent
- 1990:  Sirijus Klaipėda (1)
- 1991:  Žalgiris Vilnius (1)
- 1991-92:  Žalgiris Vilnius (2)
- 1992-93:  Ekranas Panevėžys (2)
- 1993-94:  ROMAR Mažeikiai (3)[e]
- 1994-95:  Inkaras Kaunas (6)
- 1995-96:  Inkaras Kaunas (7)
- 1996-97:  Kareda Šiauliai (3)[d]
- 1997-98:  Kareda Šiauliai (4)[d]
- 1998-99:  Žalgiris Vilnius (3)
- 1999:  Žalgiris Kaunas (3)[f]
- 2000:  FBK Kaunas (4)[f]
- 2001:  FBK Kaunas (5)
- 2002:  FBK Kaunas (6)
- 2003:  FBK Kaunas (7)
- 2004:  FBK Kaunas (8)
- 2005:  Ekranas Panevėžys (3)
- 2006:  FBK Kaunas (9)
- 2007:  FBK Kaunas (10)
- 2008:  Ekranas Panevėžys (4)
- 2009:  Ekranas Panevėžys (5)
- 2010:  Ekranas Panevėžys (6)
- 2011:  Ekranas Panevėžys (7)
- 2012:  Ekranas Panevėžys (8)
- 2013:  Žalgiris Vilnius (4)
- 2014:  Žalgiris Vilnius (5)
- 2015:  Žalgiris Vilnius (6)
- 2016:  Žalgiris Vilnius (7)
- 2017:  Sūduva Marijampolė (1)
- 2018:  Sūduva Marijampolė (2)
- 2019:  Sūduva Marijampolė (3)
- 2020:  FK Žalgiris (8)
- 2021:  FK Žalgiris (9)
- 2022:  FK Žalgiris (10)
- 2023:  FK Panevėžys (1)
- 2024:  FK Žalgiris (11)